# Lucy Gartner
Lucy Gartner (* 2002 in Wien) ist eine österreichisch-US-amerikanische Schauspielerin.

## Leben
Lucy Gartner besuchte von 2017 bis 2021 das W@lz Gymnasium mit Schwerpunkt Theaterschauspiel. 2021 begann sie ein Studium der Literaturwissenschaften an der Universität Wien und 2022 ein Schauspielstudium an der Filmuniversität Babelsberg Konrad Wolf.
Theatererfahrungen sammelte sie von 2014 bis 2017 am MuTh unter der Regie von Sylvia Rotter, 2017 in wien 3/4 fünf unter Anna Manzano am Vestibül des Burgtheaters und 2019 beim Theaterfestival Hin und Weg in Litschau. Eine erste Fernsehrolle hatte sie 2014 unter der Regie von Harald Sicheritz in der Folge Abgründe der Krimireihe Tatort als Katja von Fichtenberg.
Im ORF/ARD-Fernsehfilm Das Glück ist ein Vogerl basierend auf dem gleichnamigen Roman von Ingrid Kaltenegger war sie 2020 an der Seite von Simon Schwarz und Patricia Aulitzky als deren Filmtochter Julie Brandstätter zu sehen. Unter der Regie von Esther Rauch übernahm sie in der im Herbst 2021 erstmals ausgestrahlten ORF-Serie Familiensache mit Katrin Lux und Robert Stadlober die Rolle von deren Filmtochter Celiné. Im ORF/ZDF-Landkrimi Dunkle Wasser verkörperte sie 2023 die Rolle der Caro Fellner.
2024 war sie in der Folge Die Tränen der Mütter der ZDF-Reihe Erzgebirgskrimi und der Folge Angst im Dunkeln der Krimireihe Tatort zu sehen. Außerdem stand sie für Dreharbeiten zur ARD-Reihe Traue Niemandem – Das Duo vor der Kamera. 2025 drehte sie unter der Regie von Esther Rauch für das ZDF-Familiendrama Neues Land mit Jördis Triebel als deren Nichte Mara.

## Filmografie (Auswahl)
- 2014: Tatort: Abgründe (Fernsehreihe)
- 2014: Boͤsterreich (Fernsehserie)
- 2019: Die Toten vom Bodensee – Die Meerjungfrau (Fernsehreihe)
- 2020: Das Glück ist ein Vogerl (Fernsehfilm)
- 2021: Ich und die Anderen (Fernsehserie)
- 2021: Der Pass (Fernsehserie)
- 2021: Familiensache (Fernsehserie)
- 2022: SOKO Donau/SOKO Wien – Lieblingsmensch (Fernsehserie)
- 2023: Walking on Sunshine (Fernsehserie)
- 2023: Landkrimi – Dunkle Wasser (Fernsehreihe)
- 2024: Erzgebirgskrimi – Die Tränen der Mütter (Fernsehreihe)
- 2024: Tatort: Angst im Dunkeln (Fernsehreihe)
- 2024: SOKO Linz – Weichenstellung (Fernsehserie)
- 2024: KEKs (Fernsehserie, 8 Folgen)